# Tuomas Holopainen
Tuomas Holopainen (Kitee, Finnország, 1976. december 25. –) zenész, a finn Nightwish szimfonikus metál együttes alapítója, billentyűse, zeneszerzője és dalszövegírója. Billentyűsként játszik még a For My Pain... és a Timo Rautiainen zenekarokban is.

## Pályafutása
Zeneakadémián tanult klarinétozni és zongorázni.
1996 júliusában egy tábortüzes estén egy saját együttes ötletével állt elő, amit eredetileg egy akusztikus bandának szánt. Felkérte a zeneakadémiáról megismert jó barátját, Tarja Turunent (aki operaénekesnek készült) vokalistának. Saját bevallása szerint, amikor az USA-ban cserediákként eltöltött idő alatt a befogadó család elvitte egy Metallica koncertre, az élmény annyira magával ragadta, hogy eldöntötte: ezt a zenei stílust szeretné játszani. Mivel Tuomas billentyűs hangszereken játszik, ez továbbra is főszerepet kapott az együttes hangzásában. Ez kiegészült egy csodálatos szoprán énekesnővel, és a hagyományos metal hangzással, és megszületett egy új stílus: a szimfonikus metal vagy/és az opera metal. Egy korai számuk címe - Nightwish - adta meg végül az akkora már öt tagúra bővült formáció nevét.
A bandában azóta is minden dalszöveget Tuomas ír, és a zseniálisan felépített, gyakran egész szimfonikus zenekarral kísért metal dallamokat is nagy részben ő szerzi. Inspirációit a fantasy világából, - nagy rajongója J. R. R. Tolkiennek és Walt Disney-nek - és a filmzenéből - azon belül is Danny Elfman munkásságából - meríti. A zene mellett tengerbiológusnak tanult, számaikban visszatérő elem az óceán, a tenger és a víz adta témák. Ezenkívül természetesen ő is kedvelője a Black Sabbath-nek, és olyan bandáknak, mint a Pantera, a My Dying Bride vagy a Metallica.
Hosszú koncertturnék után szeret elvonulni a nyilvánosság elől. Hajózik vagy éppen gyalogosan vág neki Lappföld érintetlen vidékeinek ahol közel tud kerülni a természethez. Ilyen környezetben tud igazán regenerálódni vagy éppen ihletet meríteni egy új szerzeményhez.
A dalok témái tőle megszokottan „elvontak”, mint például a Szahara misztikussága, vagy egy korábbi lemezükön található dal a Szirénekről, visszatérő gondolatok „az ártatlan gyermek, aki valaha volt”, „Lonely Soul, Ocean Soul”  és a rettegés, hogy elveszti kreativitását a költészetben. A közel negyedórás The Poet And The Pendulum egyébként az egyik leghosszabb szám a Nightwish történelmében. A számot tartalmazó album borítója is ezen a dalon alapul, és a lemez címét is ebből a dalból kiragadott sorok adták meg ("The morning dawned upon his altar remains of the dark passion play, performed by his friends without shame, spitting on his grave when they came"). A Poet And The Pendulum alapkoncepciója Edgar Allan Poe egyik ismert elbeszélésére, a 'Pit And The Pendulum'-ra vezethető vissza, ami szintén a szenvedő embert mutatja be, akárcsak Tuomas szerzeménye.

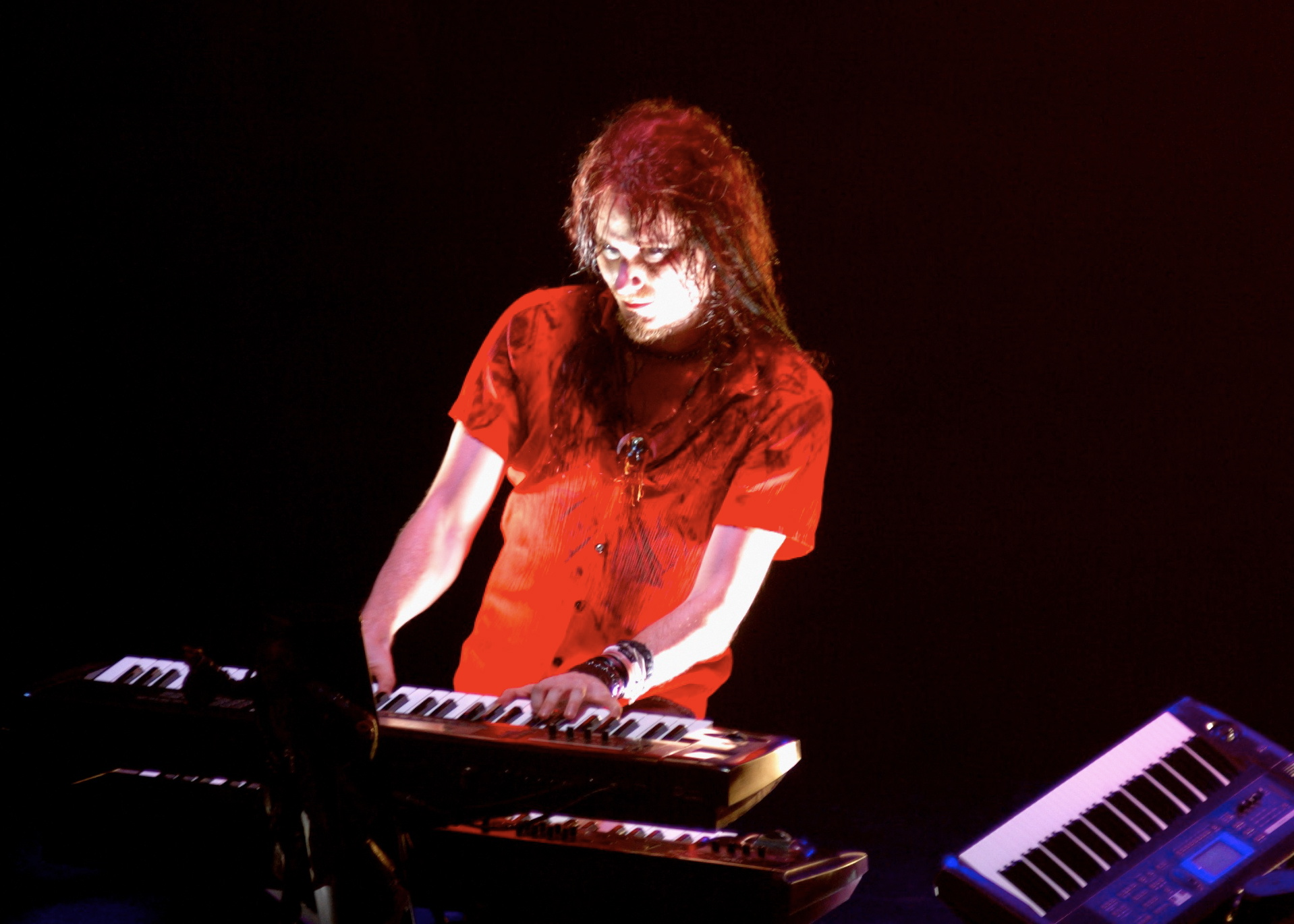
Tuomas Holopainen

## Egyéb munkái
Tuomas sok filmzenét szerez, jó példa erre a Marco Hietala által énekelt 'While Your Lips Are Still Red', ami a 2007-ben debütáló, finn 'Lieksa!' c filmhez készült.
Ezenkívül a Nightwish mellett számos más bandában is zenél / zenélt: For My Pain.., Timo Rautiainen, Nattvindens Gråt, Darkwoods My Betrothed.

## Magánélet
2009 óta alkot egy párt Johanna Kurkela finn énekesnővel, akivel 2015 őszén házasodtak össze. Vele és Nightwish-beli kollégájával, a brit Troy Donockley-val 2017-ben hozta létre az Auri projektet, amelynek első, a zenekar nevét viselő lemeze 2018. március 23-án jelent meg.

## Hangszerei
- Korg N364 – szintetizátor
- Korg Triton – szintetizátor
- Korg KARMA – szintetizátor
- Korg OASYS – szintetizátor
- Korg Trinity - szintetizátor